# 板燕乡
板燕乡，是中华人民共和国四川省眉山市仁寿县曾经下辖的一个乡。2019年12月，撤销板燕乡，将其所属行政区域划归文宫镇管辖。

## 行政区划
板燕乡撤销前下辖以下地区：
优胜村、勇跃村、红岩村、虎山村、画眉村和油村。